# 家中宏
家中 宏（やなか ひろし、1958年3月10日 - ）は、日本の俳優、声優、ナレーター。東京都出身。アプトプロ所属。

## 人物
明治大学卒業。青年座研究所4期を経て、1980年4月に劇団青年座入団。2023年8月4日からアプトプロに所属。
妻は声優の吉田美保。
吹き替えではジョン・キューザックをはじめ、サム・ロックウェルやロバート・カーライル、エドワード・ノートン、ジョン・レグイザモ、クリスチャン・スレイター、イーキン・チェンなどを担当している。
特技は料理。

## 出演
太字はメインキャラクター。

### テレビアニメ
1986年
- マシンロボ クロノスの大逆襲（タフトレーラー）

1992年
- 見ると強くなる 痛快!横綱アニメ ああ播磨灘（松島）

1994年
- 七つの海のティコ（フィリップ）

1995年
- 怪盗セイント・テール（1995年 - 1996年、百地、工藤）
- スレイヤーズ（1995年 - 1997年、ヴルムグン、シーリウス） - 2シリーズ
- 飛べ!イサミ（クモ男）
- ロミオの青い空（レオ）

1996年
- 赤ちゃんと僕（松本先生、園長先生、ザブ、しな子のパパ、とんかつ屋）
- こちら葛飾区亀有公園前派出所（1996年 - 2004年、本田速人）
- こどものおもちゃ（阿久戸以蔵）
- バーチャファイター（J6-No4）
- 名探偵コナン（1996年 - 2021年、昭夫、岡野均、清水刑事、中本博司、竹中武夫、杉本秀樹、大貫宗一、三角篤、大賀則文、畠山優、白川和志、鮫島拓郎）
- るろうに剣心 -明治剣客浪漫譚-（月岡津南）

1997年
- EAT-MAN（マーク・ミッチェル）
- 中華一番!（1997年 - 1998年、シェル）

1998年
- 金田一少年の事件簿（1998年 - 2014年、中津川賢人、和島尊、園光寺忍） - 2シリーズ
- TRIGUN（マーク）
- 魔術士オーフェン（ティム）
- 魔法のステージファンシーララ（矢野）
- MASTERキートン（宇佐美）

1999年
- エデンズボゥイ（ラジオアナウンサー）
- 人形草紙あやつり左近（江田巡査）
- ぐるぐるタウンはなまるくん（おとうさん、ドクター・ミズゴジ）
- スーパードール★リカちゃん（麻樹山克）
- ∀ガンダム（クーエン）
- パワーストーン（ブーン）
- モンスターファーム〜円盤石の秘密〜（アストロ隊長）
- レレレの天才バカボン（1999年 - 2000年、パー色唐辛子社係長、佐藤紅茶、旅館の番頭）

2000年
- ごぞんじ!月光仮面くん（冷凍星人）
- 幻想魔伝 最遊記（紫鴛）
- サクラ大戦TV（葵叉丹 / 山崎真之介）
- 陽だまりの樹（清河八郎）
- ファーブル先生は名探偵（ジョバンニ）
- マシュランボー（フラッシュ）
- ワイルドアームズ トワイライトヴェノム（クラーク）

2001年
- 犬夜叉（2001年 - 2010年、奈落 / 鬼蜘蛛、無双〈鬼蜘蛛〉、人間の心） - 2シリーズ
- 仰天人間バトシーラー（オーレ・モツライ / ウーラ・ギルノ）
- スターオーシャンEX（エルネスト・レヴィード）
- ノワール（グレッソワ）
- はじめの一歩（玉置）
- フィギュア17 つばさ&ヒカル（斉藤）
- 魔法少女猫たると（安倍川ムース）
- RAVE（アルパイン）

2002年
- ガンフロンティア（ヘナガム）
- 攻殻機動隊 STAND ALONE COMPLEX（深見刑事）
- 最終兵器彼女（兵士）
- サイボーグ009 THE CYBORG SOLDIER（アキレス）
- 十二国記（楊朱衡）
- .hack//SIGN（楚良）
- 爆転シュート ベイブレード2002（謎の男A / サングラスの男A）
- 花田少年史（新の父）
- ぷちぷり*ユーシィ（ダン）

2003年
- AVENGER（ヴォルク）
- L/R -Licensed by Royal-（ダイスのボス）
- GUNSLINGER GIRL（ロレンツォ）
- 京極夏彦 巷説百物語（侍）
- クロノクルセイド（子爵レライエ）
- 魁!!クロマティ高校（竹城秋夫）
- シンデレラボーイ（ジャッカル）
- 探偵学園Q（岩留守人）
- NARUTO -ナルト-（シカマル父〈奈良シカク〉）
- BPS バトルプログラマーシラセ（秋月郁）
- 人間交差点（検察官）

2004年
- 絢爛舞踏祭 ザ・マーズ・デイブレイク（ポイポイダー、ジョゼフ）
- ブラック・ジャック（ホワイト）
- MEZZO -メゾ-（大矢）
- 妄想代理人（老人の息子）
- MONSTER（Dr.アイゼン）
- 焼きたて!!ジャぱん（しのぶ寿司の大将）
- 勇午 〜交渉人〜（ラル）

2005年
- 遊☆戯☆王デュエルモンスターズGX（モンキー猿山）
- 雪の女王（グロブ王）

2006年
- Kanon（佐祐理の父）　
- 牙 -KIBA-（デュマス、カーター）
- 彩雲国物語（魯尚書、旺季）
- スパイダーライダーズ 〜オラクルの勇者たち〜（2006年 - 2007年、マンティッド） - 2シリーズ
- ゼーガペイン（クリス・アヴニール）
- 009-1（ネルソン）
- 蒼天の拳（満州国皇帝）
- D.Gray-man（デイシャ・バリー）
- .hack//Roots（ゴード）
- NIGHT HEAD GENESIS（曽根崎道夫）
- 妖怪人間ベム（ライカンスロープ）
- 吉永さん家のガーゴイル（ハミルトン）

2007年
- 逆境無頼カイジ（2007年 - 2011年、石田光司） - 2シリーズ
- 獣装機攻ダンクーガノヴァ（キャプテン）
- 人造昆虫カブトボーグ V×V（死神）
- Devil May Cry（ジョー）
- NARUTO -ナルト- 疾風伝（奈良シカク）
- 魔人探偵脳噛ネウロ（真栗一茂）
- もえたん（警官、警備隊長）

2008年
- ゴルゴ13（J・J）
- スティッチ!（2008年 - 2015年、ハムスターヴィール / ハムスターヴィール博士） - 3シリーズ + 特別編2作品
- 絶対可憐チルドレン（谷崎一郎）
- 二十面相の娘（直治）
- 魍魎の匣（今村新吉）

2009年
- 青い文学シリーズ「人間失格」（多古）
- VIPER'S CREED（ウォルター）
- 蒼天航路（曹嵩）
- 毎日かあさん（浦島太郎）

2010年
- 銀魂（道満の父）
- MAJOR 6th season（リチャード・ワッツ）
- メタルファイト ベイブレード 爆（フランスDJ）

2011年
- ドラえもん（テレビ朝日版第2期）（2011年 - 2013年、誘拐犯A、ミイラ、青年A）
- ファイ・ブレイン 神のパズル（町造課長）
- ブレイド（ハワード卿）
- へうげもの（中川清秀、織田信雄、片倉景綱、茶屋四郎次郎、小堀新介）

2012年
- アイカツ!（藤崎正一）
- イナズマイレブンGO クロノ・ストーン（2012年 - 2013年、アスレイ・ルーン〈謎の老人 / 支援者X〉）
- 銀河へキックオフ!!（椿森銀二）
- クレヨンしんちゃん（2012年 - 2013年、トリアタマ、雪田るま、社員A）
- SKET DANCE（椿の父 / 医師）
- バトルスピリッツ ソードアイズ（2012年 - 2013年、ゴーディ・ダーイン）
- ヨルムンガンド（ユスフ・ガスード） - 2シリーズ

2013年
- 義風堂々!! 兼続と慶次（松永久秀）
- 幻影ヲ駆ケル太陽（レグザリオ〈謎の声〉）
- サムライフラメンコ（彼女の父）
- たまこまーけっと（トキワ堂〈常盤信彦〉）
- トリコ（モンチー、ノンチー）
- 幕末義人伝 浪漫（片桐佐之助）
- HUNTER×HUNTER（第2作）（ニッケス）
- フォトカノ（前田の父親）
- Free!（2013年 - 2018年、笹部吾朗） - 3シリーズ

2014年
- 牙狼〈GARO〉-炎の刻印-（ベルナルド・ディオン）
- テラフォーマーズ「アネックス1号編」（本多晃）
- 東京レイヴンズ（高坂）
- ドラゴンコレクション（ミハラ王）
- ノブナガ・ザ・フール（オダ・ノブヒデ）
- ノラガミ（2014年 - 2015年、ひよりのパパ） - 2シリーズ
- 棺姫のチャイカ（ラーヴル）
- まじっく快斗1412（オーナー）
- マジンボーン（イアン）
- ログ・ホライズン2（ネルレス）
- ONE PIECE（ガンビア）

2015年
- SHIROBAKO（森宮三郎、ピート）
- アルスラーン戦記（サーム）
- 学戦都市アスタリスク（沙々宮創一）
- ガッチャマン クラウズ インサイト（菅山誠太郎）
- ガンダム Gのレコンギスタ（フルムーン・シップ艦長）
- 機動戦士ガンダム 鉄血のオルフェンズ（コーラル・コンラッド）
- GATE 自衛隊 彼の地にて、斯く戦えり（狭間浩一郎）
- 食戟のソーマ（港坂巻人）
- 電波教師（七海の父）
- フューチャーカード バディファイト100（2015年 - 2016年、七角地王 ドーン伯爵）

2016年
- Re:ゼロから始める異世界生活（ケティ） - 2020年に第1期新編集版が放送
- アクティヴレイド -機動強襲室第八係- 2nd（渋山）
- ALL OUT!!（源晃生）
- キズナイーバー（市長）
- こちら葛飾区亀有公園前派出所 THE FINAL 両津勘吉 最後の日（本田速人）
- 斉木楠雄のΨ難（2016年 - 2018年、鬼松編集長） - 2シリーズ
- 終末のイゼッタ（バーンズ）
- シュヴァルツェスマーケン（ヨハネス・ツヴァイクレ）
- 昭和元禄落語心中（七代目有楽亭八雲）
- Dimension W（トゥリオ・フォニュイーニ）
- TRICKSTER -江戸川乱歩「少年探偵団」より-（京本晴海）
- ドリフターズ（スキピオ・アフリカヌス）
- ナンバカ（御十義翁）
- 舟を編む（男性タレント）
- 迷家-マヨイガ-（光宗父）
- レガリア The Three Sacred Stars（ジョナサン・マーシャル）

2017年
- ACCA13区監察課（モーント）
- 有頂天家族2（霊山坊）
- ID-0（中佐）
- 魔法陣グルグル（大臣）

2018年
- キリングバイツ（岩崎弥芯）
- ピアノの森（司馬高太郎）
- 覇穹 封神演義（殷の王）
- Back Street Girls -ゴクドルズ-（プロデューサー）
- 叛逆性ミリオンアーサー（ドクミダ・ドクダミ）
- ソラとウミのアイダ（薪新吾）

2019年
- 群青のマグメル（デイサム）
- 賢者の孫（ヘラルド＝フォン＝ブルースフィア / ヘラルド＝フォン＝リッチモンド）
- Fairy gone フェアリーゴーン（ジングル） - 2シリーズ
- 異世界チート魔術師（ジルマール）
- バビロン（瀬黒嘉文）
- ルパン三世 プリズン・オブ・ザ・パスト（ドク・ハインツ）

2020年
- ハイキュー!! TO THE TOP（雲雀田吹）
- BNA ビー・エヌ・エー（ジェム・ホーナー）
- キングスレイド 意志を継ぐものたち（2020年 - 2021年、ベヘル）
- BORUTO-ボルト- NARUTO NEXT GENERATIONS（奈良シカク）

2021年
- 怪物事変（長老）
- 転生したらスライムだった件（2021年 - 2024年、エドマリス） - 2シリーズ
- 俺だけ入れる隠しダンジョン（ラダン）
- 蜘蛛ですが、なにか?（アナレイト国王）
- MARS RED（中島宗之助）
- ドラゴンクエスト ダイの大冒険 (2020)（アルキード王）
- 憂国のモリアーティ（クローヴァー）
- ひぐらしのなく頃に卒（竜宮保典）
- 白い砂のアクアトープ（おじい）
- 小林さんちのメイドラゴンS（真ヶ土専務）
- 迷宮ブラックカンパニー（シュトー）
- 異世界食堂2（エドモン）

2022年
- ハコヅメ〜交番女子の逆襲〜（交番所長）
- トモダチゲーム（美笠優高）
- SPY×FAMILY（ウォルター・エバンス）
- であいもん（門長）
- 聖剣伝説 Legend of Mana -The Teardrop Crystal-（ヌヴェル）
- 不徳のギルド（ハウンズ・スチュワート）
- 虫かぶり姫（カールス伯爵）

2023年
- もののがたり（岐造兵） - 2シリーズ
- ヴィンランド・サガ（パテール）
- 虚構推理 Season2（音無剛一）
- わたしの幸せな結婚（斎森真一）
- ふしぎ駄菓子屋 銭天堂（六条教授の父親）
- 最果てのパラディン 鉄錆の山の王（アウルヴァングル）
- 薬屋のひとりごと（2023年 - 2025年、羅門） - 2シリーズ
- カミエラビ

2024年
- 治癒魔法の間違った使い方（ロイド王）
- メタリックルージュ（人形遣い師）
- 烏は主を選ばない（遥人）
- 魔王の俺が奴隷エルフを嫁にしたんだが、どう愛でればいい?（グラヴェル）
- 夜桜さんちの大作戦（副総理）
- 魔王軍最強の魔術師は人間だった（ガルロシア）
- ハズレ枠の【状態異常スキル】で最強になった俺がすべてを蹂躙するまで（オルトラ）
- 歴史に残る悪女になるぞ（ウィル）
- BLEACH 千年血戦篇-相剋譚-（中央四十六室）
- 魔王様、リトライ!R（マーシャル・アーツ）

2025年
- 科学×冒険サバイバル!（シム）
- トリリオンゲーム（日影）
- ある魔女が死ぬまで（ヘンディ）
- ユア・フォルマ（ヘイグ）
- 機動戦士Gundam GQuuuuuuX（ワード） - 2025年に劇場先行版が公開
- LAZARUS ラザロ（委員）
- 盾の勇者の成り上がり Season 4（ムラマサ）

### 劇場アニメ
1994年
- ダークサイド・ブルース（陣吾）

1995年
- GHOST IN THE SHELL / 攻殻機動隊（検死官）

1997年
- るろうに剣心 -明治剣客浪漫譚- 維新志士への鎮魂歌（月岡津南）

1999年
- こちら葛飾区亀有公園前派出所 THE MOVIE（本田速人）

2000年
- 映画 ああっ女神さまっ（セレスティン）

2001年
- 劇場版 幻想魔伝 最遊記 Requiem 選ばれざる者への鎮魂歌（妖怪）

2002年
- パルムの樹（フォー〈若い頃〉）

2003年
- こちら葛飾区亀有公園前派出所 THE MOVIE2 UFO襲来! トルネード大作戦!!（本田速人）

2004年
- フイチンさん

2009年
- 宇宙戦艦ヤマト 復活篇（メッツラー総督）

2010年
- ジュノー（マルセル・ジュノー）

2012年
- 神秘の法（ジェネラル）
- 放課後ミッドナイターズ（モーツァルト）

2014年
- たまこラブストーリー（トキワ堂〈常盤信彦〉）
- LUPIN THE IIIRD 次元大介の墓標（大使館員）

2016年
- ゼーガペインADP（クリス）
- 映画ドラえもん 新・のび太の日本誕生（ツチダマ）

2017年
- 虐殺器官
- 夜は短し歩けよ乙女（千歳屋）
- 劇場版 Free!-Timeless Medley- 絆（笹部吾郎）

2023年
- アイカツ！ 10th STORY 〜未来へのSTARWAY〜（何川監督）
- 北極百貨店のコンシェルジュさん（ウミベミンク父）

2024年
- ゼーガペインSTA（クリス）
- 劇場版 イナズマイレブン 新たなる英雄たちの序章（徳守勉人）

### OVA
1994年
- KEY THE METAL IDOL（1994年 - 1997年、若木知葉）
- プラスチックリトル（ガイゼル）
- ワイルド7（黒松）

1997年
- サクラ大戦 桜華絢爛（葵叉丹）

1998年
- クイーン・エメラルダス（一等航海士）
- MASTERキートン（宇佐美）

1999年
- 倒凶十将伝（鳴滝水泡）

2000年
- 銀河英雄伝説外伝 叛乱者（ヴント）

2001年
- マジンカイザー（2001年 - 2003年、剣鉄也） - 2作品

2003年
- サブマリン707R（南郷隼人）
- .hack//GIFT（楚良）

2004年
- トップをねらえ2!（部下A）

2005年
- Prayers プレイヤーズ（トオル）

2006年
- マリア様がみてる 3rdシーズン（小笠原融）

2008年
- METAL GEAR SOLID 2 BANDE DESSINEE（サイコ・マンティス）

2011年
- SUPERNATURAL: THE ANIMATION（グレイ・ベイカー）

2014年
- 進撃の巨人 悔いなき選択（ロヴォフの部下）※単行本第15巻DVD付き限定版
- テラフォーマーズ「バグズ2号編」（本多晃）

2017年
- 機動戦士ガンダム THE ORIGIN（2017年 - 2018年、ガルシア・ロメオ、側近参謀） - 2019年に再編集作品『THE ORIGIN 前夜 赤い彗星』がテレビ放送

2018年
- ルパン三世 ルパンは今も燃えているか?（パイカル）

### Webアニメ
- ガンダムビルドダイバーズRe:RISE（2019年 - 2020年、マイヨール） - 2シリーズ
- 斉木楠雄のΨ難 Ψ始動編（2019年、鬼松）
- スーパー・クルックス（2021年、クリストファー・マッツ[50]）
- テルマエ・ロマエ ノヴァエ（2022年、主人）
- TIGER & BUNNY 2（2022年、ビンセント・カール）
- スプリガン（2022年、即身仏）
- サイバーパンク エッジランナーズ（2022年、ダグラス）
- PLUTO（2023年、ホフマン）

### ゲーム
1996年
- サクラ大戦（葵叉丹）

1997年
- こちら葛飾区亀有公園前派出所 中川ランド大レース！の巻（本田速人）

1998年
- サクラ大戦2 〜君、死にたもうことなかれ〜（山崎真之介）

1999年
- 吸血鬼ハンターD（D）

2003年
- グローランサーIV（ディクセン）
- サクラ大戦 〜熱き血潮に〜（葵叉丹 / サタン）
- 式神の城（2003年 - 2006年、日向玄乃丈） - 3作品

2004年
- ジャック×ダクスター2（ビン）
- スーパーロボット大戦GC / XO（2004年 - 2006年、剣鉄也） - 2作品
- NARUTO -ナルト- ナルティメットヒーロー2（シカマルの父〈奈良シカク〉）

2006年
- ゼーガペイン XOR（クリス・アブニール）
- .hack//G.U.（2006年 - 2017年、松） - 4作品

2007年
- Microsoft Flight Simulator X

2008年
- 絶対可憐チルドレンDS 第四のチルドレン（谷崎一郎）

2009年
- 機動戦士ガンダム戦記（ヒュー・カーター）

2010年
- .hack//Link（楚良、ゴード、松）
- こちら葛飾区亀有公園前派出所 勝てば天国！負ければ地獄！ 両津流 一攫千金大作！（本田速人）

2011年
- SDガンダム GGENERATION（2011年 - 2019年、ヒュー・カーター、コーラル・コンラッド） - 4作品
- グローランサーIV オーバーリローデッド（ディクセン）

2012年
- イナズマイレブンGO2 クロノ・ストーン ネップウ / ライメイ（支援者X〈アスレイ・ルーン〉） - 2作品
- トリコ グルメモンスターズ!（ミスターキメラ）

2013年
- トリコ グルメガバトル!（モンチー）

2015年
- デジモンストーリー サイバースルゥース（末堂アケミ）

2016年
- グランブルーファンタジー（2016年 - 2023年、グレーン、エルキュール、葵叉丹）
- 果つることなき未来ヨリ（ソウケン・ランバルト）

2019年
- スーパーロボット大戦DD（2019年 - 2023年、剣鉄也）

2020年
- 機動戦隊アイアンサーガ（剣鉄也）
- ARK: Survival Evolved（エドモンド・ロックウェル）

2022年
- 機動戦士ガンダム 鉄血のオルフェンズG（コーラル・コンラッド）

2023年
- ポケモンマスターズEX
- インフィニティ ストラッシュ ドラゴンクエスト ダイの大冒険（アルキード王）
- 英傑大戦（比企能員、平忠常、麒麟無極、勾践）

### ドラマCD
- 月齢・15 不穏分子定数（糸井啓吾）
- TWIN SIGNAL（クオーター）
- アークザラッドII 炎のエルク（パンディット）
- Weiß kreuz Glühen II Theater Of Pain（セルペンテ）
- 美しい男（クラウド）
- AR 〜another epilogue〜（佐古誠三）
- 風の王国（ガル・トンツェン・ユルスン）
- KEY THE METAL IDOL RADIO PROGRAM #1 - 2（若木知葉）
- スターオーシャンEXシリーズ（エルネスト・レヴィード）
- ストリートファイターZERO2外伝 さくら・もっとも危ない女子高生（三浦、組織の男1）
- 絶対可憐チルドレン EPS.1st〜和気藹々! 愛と平和が地球を救う!〜（谷崎一郎）
- BASARA〜謀略の城〜（明智光秀）
- ファルコムクラシックス オリジナルCDドラマ「イースI/女神の記憶」（ダルク）
- ベルサイユのばら－忘れ得ぬ人・オスカル－（フェルゼン）
- ラグナロク（灰色の使者、BETRAYER〜裏切りの報酬〜） （ジェイス）
- 創竜伝（虹川耕平）
- バトルスピリッツ ソードアイズ DVD-BOX ドラマCD「熱き想いのゆくえ ハクア対キザクラ！」（ゴーディ・ダーイン[56]）

### ラジオドラマ
- 花の慶次（2014年、豊臣秀吉）

### 吹き替え

#### 担当俳優
アンドリュー・マッカーシー
- 第一容疑者（デヴィッド・マンダー）
- ザ・サイト（マイケル・ルイス）
- TABOO タブー（バーティ・クローン）
- 名探偵モンク2 #1（フィルビー）

イーキン・チェン
- 男たちの挽歌4（チョン）
- 欲望の街シリーズ（ナン）
  - 欲望の街 古惑仔I 銅鑼湾（コーズウェイベイ）の疾風
  - 欲望の街 古惑仔II 台湾立志伝
  - 新・欲望の街I 古惑仔疾風、再び
  - 新・欲望の街II '97古惑仔最終章

- レジェンド・オブ・ヒーロー/中華英雄（ワー・ヒーロー）

エドワード・ノートン
- アメリカン・ヒストリーX（デレク・ヴィンヤード）
- ガーディアン・ブラザーズ -小門神-（ユウ・レイ）
- キングダム・オブ・ヘブン（ボードゥアン四世）
- スコア（ジャック “ブライアン”）
- マッド・ブラザー（ビル・キンケイド、ブラディ・キンケイド）
- ムーンライズ・キングダム（ランディ・ウォード）

エドワード・バーンズ
- ノー・ルッキング・バック（チャーリー）
- 15ミニッツ（ジョーディー・ワーソー）※ソフト版
- ブリタニー・マーフィ in 結婚前にすべきコト（ポーリー）
- マクマレン兄弟（バリー）

クリスチャン・スレーター
- インタビュー・ウィズ・ヴァンパイア（ダニエル・マロイ）※ソフト版
- ウインドトーカーズ（オックス・ヘンダーソン）※テレビ朝日版
- エイリアン・インフェクション（ジェラルド）
- ガンズ・アンド・ギャンブラー（ジョン・スミス）
- クライム & ダイヤモンド（トレヴァー・アレン・フィンチ）
- トゥルー・ロマンス（クラレンス・ウォリー）※ソフト版
- ベリー・バッド・ウェディング（ロバート・ボイド）

クリストファー・エクルストン
- 姉のいた夏、いない夏。（ウルフ）
- G.I.ジョー（デストロ）
- 60セカンズ（カリートリー）※日本テレビ版

クリフ・カーティス
- コラテラル・ダメージ（ウルフ）※ソフト版
- トレーニング デイ（スマイリー）
- 復活（イエス）

グレッグ・キニア
- ベティ・サイズモア（ジョージ・マッコード）
- ラブ・アペタイザー（ブラッドリー・スミス）
- 恋愛小説家（サイモン・ビショップ）※DVD・VHS版

サム・ロックウェル
- カウボーイ & エイリアン（ドク）
- チャーリーズ・エンジェル（エリック・ノックス）
- ディア・ブラザー（ケニー・ウォーターズ）
- 転落の銃弾（ジョン・ムーン）
- ドン・ヴァーディーン（ドン・ヴァーディーン）
- バイス（ジョージ・W・ブッシュ）
- バッド・バディ! 私と彼の暗殺デート（ミスター・ライト / フランシス）
- プールサイド・デイズ（オーウェン）
- リチャード・ジュエル（ワトソン・ブライアント）

ジェイミー・ハリス
- グリーン・ホーネット（ポパイ）
- ブルズ・アイ（ロイス）
- ホワイトカラー シーズン3 #10（エリオット・リッチモンド）

ジョン・キューザック
- アドルフの画集（マックス・ロスマン）
- アメリカン・スウィートハート（エディー・トーマス）
- エイトメン・アウト（ジョージ・ウィーヴァー）
- キング・ホステージ（サル刑事）
- グランドピアノ 狙われた黒鍵（スナイパー）
- 狂っちゃいないぜ（ニック・ファルゾーン）
- クロノス・コントロール（エライアス）
- 訣別の街（ケヴィン・カルフーン）
- コードネーム: プリンス（サム）
- コン・エアー（ヴィンス・ラーキン）※ソフト版
- ザ・スナイパー（レイ・キーン）
- ザ・バッグマン 闇を運ぶ男（ジャック）
- シャンハイ（ポール・ソームズ）
- シン・レッド・ライン（ガフ大尉）
- スパイ・コード 殺しのナンバー（エマーソン・ケント）
- セル（クレイ・リデル）
- セレンディピティ（ジョナサン）※ソフト版
- 2012（ジャクソン・カーティス）
- ドライブ・ハード（サイモン・ケラー）
- ドラゴン・ブレイド（ルシウス）
- ニューオーリンズ・トライアル（ニコラス・イースター）※ソフト版
- ブラッド・ジャスティス（ホレス）
- ブラッド・マネー（ミラー）
- フローズン・グラウンド（ロバート・ハンセン）
- ペーパーボーイ 真夏の引力（ヒラリー・ヴァン・ウェッター）
- ポイント・ブランク（マーティン・Q・ブランク）
- 真夜中のサバナ（ジョン・ケルソー）
- ミッシング・デイ（ベンジャミン）
- レッドライン 奪還（ジャック・キャロウェイ）

ジョン・レグイザモ
- エグゼクティブ・デシジョン（ラット）※ソフト版
- 3人のエンジェル（チチ・ロドリゲス）
- ジョン・ウィック（オーレリオ）
- ジョン・ウィック:チャプター2（オーレリオ）
- ビッグ・トラブル in NY（ドッジ）
- ムーラン・ルージュ（アンリ・ド・トゥールーズ＝ロートレック）
- ロミオ+ジュリエット（ティボルト）※ソフト版

マイケル・シーン
- アポストル 復讐の掟（マルコム）
- トワイライトシリーズ（アロ）
  - トワイライト 特別篇 ※日本テレビ版
  - トワイライト・サーガ/ブレイキング・ドーン Part1
  - トワイライト・サーガ/ブレイキング・ドーン Part2

- 4デイズ（スティーブン・アーサー・ヤンガー）
- ブラッド・ダイヤモンド（ルパート・シモンズ）

ロバート・カーライル
- アンジェラの灰（マラキ）
- エラゴン 遺志を継ぐ者（ダーザ）
- 24 -TWENTY FOUR- リデンプション（カール・ベントン）
- 28週後...（ドナルド・"ドン"・ハリス）
- フル・モンティ（ガズ・スコフィールド）
- ラビナス（コルホーン）
- ワンス・アポン・ア・タイム（ミスター・ゴールド / ルンペルシュティルツキン）

#### 映画
- アークエンジェル（フロック・ケルソー教授〈ダニエル・クレイグ〉）
- 愛の拘束（アレックス・ウォーカー〈ケヴィン・アンダーソン〉）
- 愛のめぐりあい（シルヴァーノ〈キム・ロッシ・スチュアート〉）
- アウト・オブ・サイト（レイモンド・クルツ〈ポール・カルデロン〉）※日本テレビ版
- アウト・フォー・ジャスティス（リッチー・マダーノ〈ウィリアム・フォーサイス〉）※ソフト版
- アウトブレイク（ソルト少佐〈キューバ・グッディング・ジュニア〉）※日本テレビ版
- アウトロー・ポリス/傷だらけのバッジ（フランク）
- 悪女（ロードン・クローリー〈ジェームズ・ピュアフォイ〉）
- 明日にむかって…（フランク・ハンター〈マシュー・モディーン〉）
- アダルト♂スクール（マーク）
- アメイジング・スパイダーマン2（メンケン〈コルム・フィオール〉[61]）
- あやしい奴ら!（マーティ・ランバート）
- 嵐が丘（ヒンドリー・アーンショー〈ジェレミー・ノーサム〉）
- アルティメット（タハ・ベマムッド〈ラルビ・ナセリ〉）
- アンジェラ（フランク〈ジルベール・メルキ〉）
- アンビリーバブル（マイケル〈ダグラス・ヘンシュオール〉）
- 1911（司徒美堂〈ホアン・チーチョン〉）
- 1%のハンデ（トム・ニューフィールド）
- イン・ザ・ネイビー（マーティ・パスカル〈ロブ・シュナイダー〉）
- インビテーション（デヴィッド〈ミキール・ハースマン〉）
- ヴァンパイア/最期の聖戦（アダム神父〈ティム・ギニー〉）※ソフト版
- 美しき運命の傷痕（ピエール〈ジャック・ガンブラン〉）
- URAMI 〜怨み〜（ジミー・ラーソン）
- ウルフマン/狼男伝説（ステファン）
- エアフォース（トレントン・ルノー〈オリヴィエ・グラナー〉）
- エアポート・アドベンチャー クリスマス大作戦（サム・ダヴェンポート〈ロブ・コードリー〉）
- 英雄の条件（ビッグス少佐〈ガイ・ピアース〉）※ソフト版
- エイリアン・シューター（チャーチル〈ジョー・ランドー〉）
- エヴァンジェリスタ（クレイグ・ハワード〈ジェームズ・ピュアフォイ〉）
- エントランス（ジュード神父〈ルーク・ウィルソン〉）
- オーロラの彼方へ（ジャック・シェパード〈ショーン・ドイル〉）※ソフト版
- おみおくりの作法（プラチェット氏〈アンドリュー・バカン〉）
- オリエント急行殺人事件（ゲアハルト・ハードマン〈ウィレム・デフォー〉[62]）
- ガーフィールド2（プリンス12世〈ティム・カリー〉）
- 壊滅暴風圏II/カテゴリー7（ロス・ダフィ〈キャメロン・ダッド〉）
- カッティング・エッジ（ジミー〈イーサン・ホーク〉）
- 華麗なるギャツビー（トム・ブキャナン〈ブルース・ダーン〉）※ソフト版
- キックボクサー2（サンガ〈ケイリー＝ヒロユキ・タガワ〉）※VHS版
- キャプテン・アメリカ/ザ・ファースト・アベンジャー（伍長）
  - キャプテン・アメリカ/ウィンター・ソルジャー（訓練教官）
- キャプテン・ウルフ（ハワード・プラマー〈テイト・ドノヴァン〉）
- ギャングスター（レイ〈ミック・ロッシ〉）
- ギャングスター・ナンバー1（フレディ・メイズ〈デヴィッド・シューリス〉）
- キャンディマン（トレヴァー・ライル〈ザンダー・バークレー〉）
- 宮廷料理人ヴァテール（ローザン侯爵〈ティム・ロス〉）
- 巨大怪物 マンシング（カイル・ウィリアムズ）
- キング・オブ・ポルノ（ジム・ミッチェル〈エミリオ・エステベス〉）
- クイーン・スパイダー（レイ）
- クリスマスに届いた愛（ハービー・コンクリン）
- クリミナル（本の鑑定士〈エンリコ・コラントーニ〉）
- クルーシブル（ジョン・ヘイル牧師）
- クロコダイル・ダンディー2（ミゲル〈ファン・フェルナンデス〉）※テレビ朝日版
- クロスゲージ
- ケーブルガイ（サム・スウィート/スタン・スウィート〈ベン・スティラー〉、ロビンのデート相手〈オーウェン・ウィルソン〉、『めぐり逢えたら』のトム・ハンクス）
- GEKICHIN 撃沈（レオナード・ナヨ〈マーセル・ユーレス〉）※ソフト版
- ケリー・ザ・ギャング（アーロン・シェリット〈ジョエル・エドガートン〉）
- ゴースト/ニューヨークの幻（カール・ブルーナー〈トニー・ゴールドウィン〉）※テレビ朝日版
- コーンヘッズ（イーライ・ターンブル〈デヴィッド・スペード〉）
- 恋におちたシェイクスピア（サム）
- 交渉人（クリス・セイビアン〈ケヴィン・スペイシー〉）※ソフト版
- 地上より永遠に（プルー〈モンゴメリー・クリフト〉）※PDDVD版
- ゴッドスレイヤー 神殺しの剣（リー・ムー〈ユー・ハーウェイ〉[63]）
- コレクター 暴かれたナチスの真実（ハンス・クノープ〈ギー・クレメンス〉）
- 13F（ゼヴ・バーンスタイン刑事）
- サーフガールズ（ベン・ミラー）
- サイン（レイ・レディ〈M・ナイト・シャマラン〉）※機内上映版
- サウンド・オブ・サイレンス（ラッセル・マドックス〈ショーン・ドイル〉）※テレビ朝日版
- ザ・エージェント（ボブ・シュガー〈ジェイ・モーア〉）※ソフト版
- ザ・セル2（ダンカン保安官代理〈フランク・ホエーリー〉）
- ザ・ダイバー（ハンクス大佐〈デヴィッド・コンラッド〉）
- サドン・デス（ホールマーク〈ドリアン・ヘアウッド〉）※ソフト版
- THE MYTH/神話（モンチェ）
- さらば、わが愛/覇王別姫（ナー・クン）
- ザ・リング（ノア〈マーティン・ヘンダーソン〉）※ソフト版
- サンダーパンツ!（プラシド・P・プラシード〈アダム・ゴドリー〉）
- サンタに化けたヒッチハイカーは、なぜ家をめざすのか?（ノーラン）
- ジェラティノス（アラン・スタントン）
- ジキル博士はミス・ハイド（リチャード・ジャックス〈ティモシー・デイリー〉）※VHS版
- シックス・ストリング・サムライ（バディ〈ジェフリー・ファルコン〉）
- シティ・オブ・ブラッド（マイケル・ブラウン〈マイケル・ビーン〉）
- シビル・アクション（ウィリアム・チーズマン）
- シマロン（ヤンシー〈リチャード・ディックス〉）
- シャイン（青年期のデヴィッド〈ノア・テイラー〉）
- ジャッキー・ブラウン（ボーマン・リヴィングストン〈クリス・タッカー〉）
- ショーガール（ザック・キャリー〈カイル・マクラクラン〉）
- ジョーズ・リターンズ（ビリー・ジョー）※VHS版
- 情愛と友情
- 処刑ライダー（アベックの男）※TBS版
- シリアナ（ダニー・ドールトン〈ティム・ブレイク・ネルソン〉）
- シルバラード（ジェイク〈ケビン・コスナー〉）※フジテレビ版
- 新感染 ファイナル・エクスプレス（乗務員[64]）
- シンデレラマン（マイク・ウィルソン〈パディ・コンシダイン〉）
- 新約聖書/ヨハネの福音書（イエス〈ヘンリー・イアン・キュージック〉）
- スーザンズ・プラン/殺せないダーリン（ビル〈マイケル・ビーン〉）
- スウォーズマン 剣士列伝（チョー〈ジャッキー・チュン〉）
- スターシップ・トゥルーパーズ（カール・ジェンキンス〈ニール・パトリック・ハリス〉）※ソフト版
- スチュアート・リトル（ストレッチおじさん）※テレビ朝日版
- ストーン・コールド'98（トニー・ダンバー）
- ストレンジャー（ウォバッシュ〈ティム・ケルハー〉）
- スピーシーズ 種の起源（スティーブン・アーデン〈アルフレッド・モリーナ〉）※テレビ朝日版
- スピーシーズ2（パトリック・ロス〈ジャスティン・ラザード〉）※フジテレビ版
- スピード（スティーヴンス〈アラン・ラック〉）※テレビ朝日版
- スモール・ソルジャーズ（ラリー・ベンソン〈ジェイ・モーア〉）※VHS版
- ゼロ・エフェクト（スティーヴ・アーロ〈ベン・スティラー〉）
- 選挙の勝ち方教えます（パット・キャンディ〈ビリー・ボブ・ソーントン〉）
- 戦場でワルツを（カルミ・クナアン）
- 卒業の朝（大人のマーティン・ブライス〈スティーヴン・カルプ〉）
- ソラリス（スノー〈ジェレミー・デイビス〉）
- ダーティ・コップ（警部補〈コール・ハウザー〉）
- 第一容疑者2（ジョン）
- 大脱走（ウィリー〈ジョン・レイトン〉）※テレビ東京版
- タイタニック（二等航海士 ライトラー〈ジョニー・フィリップス〉）※フジテレビ版
- 大陸英雄伝（ナレーション）
- ダウンタウン・シャドー（スタンリー・ウォン〈アレックス・フォン〉）※ソフト版
- ダニエル・スティール/ある愛のかたち（ジャスティン・ウェイクフィールド〈ダンカン・レガー〉）
- ダニエル・スティール/状況証拠（チャールズ〈モーリス・ゴディン〉）※テレビ版
- 007/ドクター・ノオ（ライター〈ジャック・ロード〉[65]）※ソフト版
- 007/慰めの報酬（ドミニク・グリーン〈マチュー・アマルリック〉）※ソフト版
- ダブル・ビジョン（ユアン）
- ダブル・ミッション（コルトン・ジェイムス）
- ダミー（スティーヴン〈エイドリアン・ブロディ〉）
- 達磨よ、ソウルに行こう!（ボムシク〈シン・ヒョンジュン〉）
- 断崖（ジョニー・アイガース〈ケーリー・グラント〉）※PDDVD版
- ダンジョン&ドラゴン2（ドリアン）
- チャーリーと14人のキッズ（マーヴィン〈スティーヴ・ザーン〉）
- チャーリーとチョコレート工場（バケット氏〈ノア・テイラー〉[66]）※日本テレビ版
- ツイスター（ジョーイ〈ジョーイ・スロトニック〉）※ソフト版、（ラビット〈アラン・ラック〉）※日本テレビ版
- ツイステッド（マイク・デルマルコ〈アンディ・ガルシア〉）
- デビルズ・メイド/死霊家政婦（ロバート・ディレーニー）
- デュークス・オブ・ハザード（ルーク・デューク〈ジョニー・ノックスビル〉）
- 天才チンパンジー ジャック/スケートボードに挑戦（エリック・クラーク）
- デンジャラス・バディ（ギャレット・クレイグ〈ダン・バッケダール〉）
- トゥームレイダー2（ニコラス・ペトラキ）※ソフト版
- 12 ラウンド/リローデッド（ヘラー〈ブライアン・マーキンソン〉）
- 盗聴（ジェイク〈ゴードン・カリー〉）
- 透明人間（リチャード）※ソフト版
- トゥルー・カラーズ（ティム・ギャリティ〈ジェームズ・スペイダー〉）
- 友へ チング（ハン・ドンス〈チャン・ドンゴン〉）※標準語版
- トラフィック（フランシスコ・フローレス〈クリフトン・コリンズ・Jr〉）
- 鳥（マーク〈ステファン・ユルゲンス〉）
- トリック・ベイビー（シスター・ゴメス〈ヴィンセント・ギャロ〉）
- トルク（マクフィアソン〈アダム・スコット〉）
- トレマーズ・ライジング（セバスチャン）
- NARC ナーク（マイケル・カルヴェス刑事〈アラン・ヴァン・スプラング〉）
- ナイト・オブ・ザ・リビングデッド 最終版（ジョン・ヒックス牧師）
- ナザレのイエス（イエス・キリスト〈ロバート・パウエル〉）
- 21グラム（ポール・リヴァース〈ショーン・ペン〉）
- 200本のたばこ（エリック〈ブライアン・マッカーディー〉）
- ニュー・ジャック・シティ（プーキー〈クリス・ロック〉）※ソフト版
- ニューヨークの恋人（レオポルド公爵〈ヒュー・ジャックマン〉）※ソフト版
- バース・オブ・ネイション（サミュエル・ターナー〈アーミー・ハマー〉）
- パーフェクト ストーム（ボビー・シャットフォード〈マーク・ウォールバーグ〉）
- パーフェクト・ワールド（ブラッドリー〈レイ・マッキノン〉）※ソフト版
- ハイランダー/最終戦士（ダンカン・マクラウド〈エイドリアン・ポール〉）
- 爆発感染 レベル5（トロイ・ウィットロック〈ヴィンセント・スパーノ〉）
- バッドボーイズ（エディ・ドミンゲス〈エマニュエル・ゼレブ〉）※ソフト版
- バッドマン 史上最低のスーパーヒーロー（ミシェル・ドゥジモン〈ジャン＝ユーグ・アングラード〉）
- バットマン フォーエヴァー（サーカス団長）※ソフト版
- バトルフィールド・アビス（ブーマー〈マット・レーガン〉）
- バトル・ライン（マイケル・ディクソン〈キューバ・グッディング・ジュニア〉）
- 花の影（ドァンウー〈リン・チェンホア〉）
- ハニーVS.ダーリン 2年目の駆け引き（マーク・リグルマン〈ジェイソン・ベイトマン〉）
- バニシング in 60（メインドリアン・ペイス〈H・B・ハリッキー〉）※ソフト版
- パニック・ルーム（キーニー〈ポール・シュルツ〉）※ソフト版
- ハリー・ポッターと死の秘宝 PART1（パイアス・シックネス〈ガイ・ヘンリー〉）
  - ハリー・ポッターと死の秘宝 PART2
- バリスティック（A.J.・ロス〈レイ・パーク〉）※ソフト版
- パリに見出されたピアニスト（ピエール〈ランベール・ウィルソン〉）
- バンク・ジョブ（ケヴィン・スウェイン〈スティーヴン・キャンベル〉）
- ピースメーカー（ケン）※ソフト版
- ビーン（デヴィッド〈ピーター・マクニコル〉）※DVD・VHS版
- ひかりのまち（ダン〈イアン・ハート〉）
- ビッグ・ダディ（ケヴィン・ゲリティ〈ジョン・スチュワート〉）
- ビッグ・マネー（アレックス・タジオ刑事〈ウィリアム・フィクナー〉）
- ビッグ・リボウスキ（ノックス・ハーリントン〈デヴィッド・シューリス〉）※旧ソフト版、（ウーリ・コンコル〈ピーター・ストーメア〉）※新ソフト版
- 羊たちの沈黙（バッファロー・ビル〈テッド・レヴィン〉）※DVD・BD版
- 秘密の絆（ジェイシー・ホルト〈ビリー・クラダップ〉）
- ファースト・ワイフ・クラブ（デュアート・フェリス〈ブロンソン・ピンチョット〉）
- ファイナルストーカー（アダム〈ロブ・エステス〉）
- ファイナル・プロジェクト（アンジェロ）※ソフト版
- 風暴 ファイヤー・ストーム（パコ）
- フェイス/オフ（ポラックス・トロイ〈アレッサンドロ・ニヴォラ〉）※ソフト版
- フライト・オブ・フェニックス（ロドニー〈トニー・カラン〉）
- プライベート・ライアン（アーウィン・ウェイド衛生兵〈ジョヴァンニ・リビシ〉）※ソフト版
- フライボーイズ（リード・キャシディー〈マーティン・ヘンダーソン〉）
- ブラックアウト（マティ〈マシュー・モディーン〉）
- ブリッツ（ポーター・ナッシュ〈パディ・コンシダイン〉）
- フリントストーン2/ビバ・ロック・ベガス（ガズー/ミック・ジャギー〈アラン・カミング〉）
- ブルータリスト（ハリソン・ヴァン・ビューレン〈ガイ・ピアース〉）
- フル・フロンタル（カール・ブライト〈デヴィッド・ハイド・ピアース〉）
- ブロークン・アロー（ディーキンズ〈ジョン・トラボルタ〉）※テレビ朝日版
- プロディッジー（アーサー・ジェイコブソン〈コルム・フィオール〉）
- ブロンクス物語（カロジェロ・アネロ〈リロ・ブランカート・ジュニア〉）
- ベイブ（ホゲット夫妻の娘婿）※ソフト版
- ヘルボーイ/ゴールデン・アーミー（ヌアダ王子〈ルーク・ゴス〉）
- BOYS（スライダー）
- 暴走特急（傭兵〈ピーター・グリーン〉）※テレビ朝日版
- 僕の巡査（トム〈ライナス・ローチ〉）
- 炎の大捜査線（ピンバルの弟）
- 香港国際警察/NEW POLICE STORY（サム刑事〈デイブ・ウォン〉）
- マイアミ・バイス（ホセ・イエロ〈ジョン・オーティス〉）※テレビ東京版
- マイケル・コリンズ（トム・カレン）
- マイ・ボディガード（サミュエル・ラモス〈マーク・アンソニー〉）※機内上映版
- マキシマム・リスク（セバスチャン〈ジャン＝ユーグ・アングラード〉）※ソフト版
- マスク・オブ・ゾロ（ハリソン・ラブ大尉〈マット・レッシャー〉）※日本テレビ版
- マチルダ（ミッキー〈ジョン・ロヴィッツ〉）
- マッハ・レーサー（フランク・チェイス）
- マトリックス リローデッド（セラフ〈コリン・チョウ〉、コルト、副官）※フジテレビ版
- マトリックス レボリューションズ（セラフ〈コリン・チョウ〉）※フジテレビ版
- 真夜中の記憶（スタヴロス・ランドロー）
- ミート・ザ・フィーブル 怒りのヒポポタマス（デニス）
- ミステリー、アラスカ（マット “スカンク”・マーデン〈ロン・エルダード〉）
- 身代金（クラーク・バーンズ〈リーヴ・シュレイバー〉）※テレビ朝日版
- Mute/ミュート（カクタス・ビル〈ポール・ラッド〉）
- ミラクル（ルー・ナン〈ビル・マンディ〉）
- ミラクル・アドベンチャー/カザーン（ニック）
- ミリオネア（ダニー・デヴリン〈ジェフ・フェイヒー〉）
- ミルドレッド（イーサン・ホークス〈デヴィッド・シェリル〉）
- 無影剣 -SHADOWLESS　SWORD-（クン・ファピョン〈シン・ヒョンジュン〉）
- メリーに首ったけ（タッカー、ノーマン・フィップス〈リー・エヴァンス〉）
- メル・ブルックスの大脱走（ドイツ兵7、パイロット3、ナチ将校2、将校）
- モブスターズ/青春の群像（マイヤー・ランスキー〈パトリック・デンプシー〉）
- ユー・キャン・カウント・オン・ミー（ブライアン・エヴェレット〈マシュー・ブロデリック〉）
- 夢の旅路（タキシードの男〈ジョン・タトゥーロ〉）
- 許されざる者（スコフィールド・キッド〈ジェームズ・ウールヴェット〉）※ソフト版
- 夜になるまえに（ペペ・マラス〈アンドレア・ディ・ステファノ〉）
- 48時間（ルーサー〈デヴィッド・パトリック・ケリー〉）※テレビ朝日版
- ライオンと呼ばれた男（ジャン＝フィリップ・リオン）
- ライジング・ドラゴン（ハゲタカ）
- ライトアップ! イルミネーション大戦争（ボブ・マーレイ）
- ラットレース（ニック・シェイファー〈ブレッキン・メイヤー〉）
- ラブ in ローマ（エンリコ・トルトーニ）
- 乱気流/ファイナル・ミッション（バレット〈マイケル・ハリス〉）※ソフト版
- リーグ・オブ・レジェンド/時空を超えた戦い（ドリアン・グレイ〈スチュアート・タウンゼント〉）
- リーサル・ウェポン3（交通違反者）※テレビ朝日版
- リービング・ラスベガス（マーク・ナスバウム〈スティーヴン・ウェバー〉）
- リチャードを探して（ケイツビー）
- リバウンド（ティム・フィンク〈ブレッキン・メイヤー〉）
- リベンジ・チェイス 決着の荒野（神父〈ティム・ロス〉）
- 隣人は静かに笑う（オリヴァー・ラング〈ティム・ロビンス〉）※テレビ東京版
- ルール（パーカー・ライリー〈マイケル・ローゼンバウム〉）
- ルール5（ネイト・スプリングフィールド〈デヴィッド・キース〉）
- 霊幻道士 ザ・ムービー 空飛ぶドラキュラ・リターンズ（デビッド）
- レオン（ウィリー・ブラッド）※テレビ朝日版
- レコニング・デイ（スチュアート・トレイン）
- レジェンド・オブ・ヒーロー ロブ・ロイ（アリスデア・ロイ・マグレガー〈ブライアン・マッカーディー〉）
- レジェンド・オブ・フォール/果てしなき想い（アルフレッド〈エイダン・クイン〉）※DVD・VHS版
- レセ・パセ 自由への通行許可証（ジャン・オーランシュ）
- レッドクリフ（蔡瑁）
- レッド・スコルピオン2（ビリー・ライアン）
- レッド・ブロンクス（アンジェロ）※ソフト版
- レネゲイズ（マリノ〈ロバート・ネッパー〉）※VHS版
- レリック（グレッグ・リー）
- ロード・オブ・ザ・リング（ケレボルン〈マートン・チョーカシュ〉）
- ロード・トゥ・パーディション（マグワイア〈ジュード・ロウ〉）
- ローラーボール（サンジェイ〈ナヴィーン・アンドリュース〉）※テレビ東京版
- ROCK YOU!（アダマー伯爵〈ルーファス・シーウェル〉）※日本テレビ版
- ロンドン・ドッグス（マシュー〈リス・エヴァンス〉）
- ロンリーハート（レイモンド・フェルナンデス〈ジャレッド・レト〉）
- 若草物語（ローリー〈クリスチャン・ベール〉）
- 私の愛情の対象（ジョージ・ハンソン〈ポール・ラッド〉）
- ワンス・アポン・ア・タイム・イン・チャイナ 天地黎明（マン提督）

#### ドラマ
- アガサ・クリスティー ミス・マープル バートラム・ホテルにて（ラジスロス・マリノスキー）
- アメリカン・ゴシック とっておきの恐怖（ビリー）
- アルフ シーズン4 #24（アームストロング軍曹）
- ER緊急救命室
  - シーズン1 #25（ジェイスン〈チャーリー・ラング〉）
  - シーズン3 #1（メルボイン〈ウォレス・ランガム〉）、#10（ラング〈イーモン・ロッシュ〉）、#15（ジェームス〈カリー・グレアム〉）
  - シーズン4 #20（ポール・カンターナ〈マイケル・ラパポート〉）
  - シーズン5 #6（プレストン）
  - シーズン6（ロリンス〈ローレンス・モノソン〉）
  - シーズン10 #17（シルビオ）
  - シーズン11 #12（ロドニー・ディクソン〈ブレイディ・スミス〉[注 1]）
  - シーズン15 #17（ノーマン・チャップマン〈トニー・ヘイル〉）
- イップ・マン（リン・チンサン〈リュウ・シャオファン〉）
- イン・ザ・ビギニング（モーセ〈ビリー・キャンベル〉）
- WITHOUT A TRACE/FBI 失踪者を追え!
  - シーズン1 #10（グレッグ）
  - シーズン3 #13（ダニエル）
  - シーズン5 #23（ジム・ニース）
- NCIS 〜ネイビー犯罪捜査班 シーズン11 #8（ポール・ドックリー）
- NCIS: ニューオーリンズ シーズン1 #14（ウィリアム・クレイン上院議員〈ロン・メレンデス〉）
- エンジェル シーズン1 #7（ピアース）
- OZ/オズ（ジェレマイア・クルティエ〈ルーク・ペリー〉）
- 巌窟王〜モンテ・クリスト伯（マクシミリアン・モレル）
- キング・ソロモンの秘宝（ブルース・マクナブ〈ギャヴィン・フッド〉）
- クリミナル・マインド FBI行動分析課
  - シーズン4（パトリック・ジャクソン）
  - シーズン5 #7（ダンテ / ポール・デイヴィーズ〈ギャヴィン・ロスデイル〉）
  - シーズン6（ラーナム）
  - シーズン7（ディラン・コーラー〈マッケンジー・アスティン〉）
  - シーズン9 #6 （ハーバート・サイクス〈ジェフ・グリッグス〉）
- 刑事ナッシュ・ブリッジス（レイ・ゲイツ〈ルイス・マンディロア〉）
  - シーズン2 #5（アジズ・カディーム〈アーシフ・マンドヴィ〉）
- 刑事マルティン・ベック 警官殺し（ヘクター）
- コールドケース7 ザ・ファイナル（マイク・ドンリー）
- 恋するアンカーウーマン #6（ベニー・ゴールド）
- 項羽と劉邦 King's War（始皇帝〈ユー・ホーウェイ〉）
- 孔子（子産]）
- ザ・タイタニック/運命の航海（ハドソン・アリソン〈ケヴィン・コンウェイ〉、ハロルド・ロウ）
- ザ・ハンガー シーズン1 #21（ロマルド）
- 三国志 Three Kingdoms（劉備〈ユー・ホーウェイ〉）
- CSI:科学捜査班（ニック・ストークス〈ジョージ・イーズ〉）
- ジェリコ 〜閉ざされた街（ジェイク・グリーン〈スキート・ウールリッチ〉）
- 始皇帝烈伝 ファーストエンペラー（始皇帝〈チャン・フォンイー〉）
- シティーハンター in Seoul
- シャーロック・ホームズの冒険 未婚の貴族（フランシス・モールトン、オズワルド）
- シャクルトン - 南極海漂流からの生還（フランク・ハーレイ、オッデニーノ）
- 恕の人 -孔子伝-
- 新アウターリミッツ
  - シーズン1 #10（ジョン・ロイス神父〈ルイス・フェレイラ〉）
  - シーズン2 #1（ジェローム・ホロウィッツ〈サムエル・ビンセント〉）
- 新・刑事コロンボ 殺意のナイトクラブ（トニー）※WOWOW版
- 新スタートレック（ドクター・ジュリアン・ベシア〈アレクサンダー・シディグ〉）
- SCORPION/スコーピオン シーズン1 #6（ポールソン館長〈ラファエル・スバージ〉）
- ステート・オブ・プレイ〜陰謀の構図〜（カル・マカフリー〈ジョン・シム〉）
- スティーヴン・キングのザ・スタンド（ボビー・テリー〈サム・ライミ〉、ポール・バールソン）
- ゾウズ・フー・キル2 殺意の深層（マックス）
- 曹操（郭嘉〈イェン・クゥン〉）
- 第一容疑者1 連鎖（ジョーンズ刑事）
- 第一容疑者2 顔のない少女（リリー刑事）
- 第一容疑者3 朽ちた野望（リリー巡査）
- 第一容疑者8 姿なき犯人（ミラン・ルキッチ〈オレグ・メンシコフ〉）
- 大秦帝国（商鞅〈ワン・ジーフェイ〉）
- 大草原の小さな家（エリック・ボールトン〈マット・クラーク〉）※NHK-BS4K版
- 地上最強の美女たち!チャーリーズ・エンジェル シーズン1 #3（アレック・ウィット）※追加収録部分
- チャームド 〜魔女3姉妹〜（レオ・ワイアット〈ブライアン・クラウズ〉）
- デスパレートな妻たち（マイク・デルフィーノ〈ジェームズ・デントン〉）
- ドーソンズ・クリーク（ベンジャミン・ゴールド）
- ドールハウス Dollhouse シーズン1 #5（リリー捜査官）
- 24 -TWENTY FOUR- シーズン2（ロニー・マクレー〈ケヴィン・ディロン〉）
- ドラキュラ伯爵 #2（シャルマ博士〈サッシャ・ダーワン〉）
- トロイ ザ・ウォーズ（メネラウス）
- ナイト・マネジャー（リチャード・ローパー〈ヒュー・ローリー〉）
- ナポレオン（アレクサンドル一世）
- NIKITA / ニキータ（エリック皇太子）
- バーン・ノーティス 元スパイの逆襲（ミン・カーン）
- ハイスクール・ウルフ（フォン）
- HAWAII FIVE-0 シーズン1 #9（ニック・テイラー〈マックス・マーティーニ〉）
- バンド・オブ・ブラザース（ロナルド・スピアーズ大尉〈マシュー・セトル〉）
- 101回目のプロポーズ（シー・ジン〈リウ・シャオフォン〉）
- プッシング・デイジー 恋するパイメーカー シーズン1 #7・9（オスカー・ヴィベニウス〈ポール・ルーベンス〉）
- プライベート・プラクティス4（ブルース）
- ブルーブラッド 〜NYPD家族の絆〜（ディック・リード）
- プロファイラー/犯罪心理分析官（ジョン・グラント〈ジュリアン・マクマホン〉）
- HEY!レイモンド（レイモンド・バローネ〈レイ・ロマーノ〉）
- 碧血剣（金蛇郎君＝夏雪宣〈ジャオ・エンジュン〉）
- ペンサコーラ 黄金の翼（ブッチ）
- ボディ・オブ・プルーフ 死体の証言（トッド・フレミング〈ジェフリー・ノードリング〉）
- マードック・ミステリー 〜刑事マードックの捜査ファイル〜（エドワード・スカンロン）
- マーニーと魔法の書（J・R・トレッド〈トニー・ドナルドソン〉）
- マインドハンター #2（レオ・ブキャナン博士）
- 魔術師 MERLIN（セドリック）
- マペット放送局（ピアース・ブロスナン）
- ミュータントX（ガブリエル・アシュロック〈マイケル・イーストン〉）
- 名探偵ポワロ
  - 鳩のなかの猫（アダム）
  - ヘラクレスの難業（ハロルド・ウェアリング〈ルパート・エヴァンス〉）
- ユーリカ シーズン3（ワィルディング博士）
- リーサル・ウェポン シーズン1 #10（ヘンリー・チョ刑事〈チン・ハン〉）
- ロイヤル・スキャンダル 〜エリザベス女王の苦悩〜
- ロズウェル - 星の恋人たち（グラント・ソレンソン〈ジェレミー・デヴィッドソン〉）
- ロック、ストックシリーズ（ムーン〈ダニエル・カルタジローン〉）
  - ロック、ストック&フォー・ストールン・フーヴズ
  - ロック、ストック&スパゲッティ・ソース
  - ロック、ストック&ワン・ビッグ・ブロック
- 私はラブ・リーガル #6（フィリップ・ニーリー〈デヴィッド・バーク〉）

#### アニメ
- アトランティス 失われた帝国（モール）
  - アトランティス 帝国最後の謎（モール）
- 北風ジャックの物語（ウッド）
- シュガー・ラッシュ（ウィンチェル）
- スクルージ:クリスマス・キャロル（マーレイ）
- スターシップ・トゥルーパーズ インベイジョン（カール・ジェンキンス大臣）
- トイ・ストーリー3（サニーサイドにあるルーレット型のおもちゃ）
- フリージ（ウエイター）
- 実りの森のなかまたち（羊のヒッチー、ソリー 他）
- リロ・アンド・スティッチ・ザ・シリーズ（ハムスターヴィール）
  - スティッチ!ザ・ムービー
  - リロイ・アンド・スティッチ
- レゴ ニンジャゴー（バンゲリス王）

### 特撮
- 仮面ライダー555（2003年、アークオルフェノクの声）
- 仮面ライダー電王（2008年、デスイマジンの声）
- 天装戦隊ゴセイジャー（2011年、ヒドラパーンヘッダーのロー・オ・ザー・リの声）
- 仮面ライダーアウトサイダーズ（2022年 - 2024年、アークオルフェノクの声）

### テレビドラマ
- ザ・商社（1980年） - 江坂産業社員 役
- おしん（1983年 - 1984年） - 征男 役
- 澪つくし（1985年） - 藤尾高義 役
- 牟田刑事官事件ファイル 第5作「露天風呂撮影会ツアー殺人事件」（1986年）
- 黒猫、ときどき花屋（2013年） - ナレーション

### 舞台
- 青春の砂のなんと早く（1980年） - 男1[67]
- ザ・パイロット（1985年） - 祝和平[68]
- マックザナイフ（1985年） - ジミー君[69]
- 真田風雲録（1988年） - 穴山小助[70]
- 写楽考（1989年） - 喜多川歌麿[71]
- 劇団青年座公演ミュージカル「カルメン」(1991年）
- THE SINGING（1994年）
- 廃墟
- フユヒコ（1997年 - 2003年） - 寺田秀二
- 盟三五大切（1998年） - 船頭笹野屋三五郎
- 夢・桃中軒牛右衛門の（2005年） - 湖南省〈宋教仁〉
- 仮面ライダー電王・ファイナルステージ（2008年） - 2代目ガオウの声
- 闇の花道（2013年）
- 山猫からの手紙（2015年）
- 朗読劇「その日のまえに」（2016年） - 僕

### パチスロ
- ゼーガペイン2（2022年、クリス・アヴニール[72]）